# Martien Hendriks
Martien Hendriks (Gemert, 9 mei 1949) is een Nederlandse beeldhouwer.

## Leven en werk
Hendriks voltooide in 1980 de Academie voor Industriële Vormgeving afdeling Vrije Beeldende Vormgeving te Eindhoven. Vanaf de begin jaren negentig is hij voltijds beeldend kunstenaar. Geen bijbaan en niet financieel afhankelijk van partner of regeling; voor hem een voorwaarde voor autonomie en maatschappelijke relevantie.
Naast zijn vrije werken maakt Martien Hendriks werk in opdracht. Tientallen kunstwerken zagen het licht voor bedrijven, overheden, instellingen, verenigingen en particulieren. De verschijningsvormen zijn divers, zowel in materiaal en formaat als in wat ze verbeelden.
Zij variëren van handzame kleinplastieken zoals penningen tot metershoge monumentale ruimtelijke objecten. In opdracht van de voormalige gemeente Bakel en Milheeze hakte hij uit Chinese marmer (Paradise White) een borstbeeld van H.M. Koningin Beatrix waarvoor Zij twee maal poseerde.
Martien Hendriks is omnivoor. Wat hij creëert is net zo vaak figuratief als abstract, organisch en of mathematisch wat tot uitdrukking komt in  zowel ranke open structuren als massieve vormen. Hij maakt daarbij gebruik van  onder andere RVS, cor-ten staal, brons, natuursteen en diverse houtsoorten of combinaties daarvan. Handmatig en in beslotenheid beheerst en ontwikkelt hij zijn prille ideeën tot en met de uiteindelijke technische realisatie daarvan:  een totaal scheppingsproces; voor hem een voorwaarde voor authenticiteit.

## Enkele werken van zijn hand
- Borstbeeld "H.M. Koningin Beatrix", gemeente Gemert-Bakel,
- Duobeeld "Hub van Doorne en Rie van Doorne Reijnders" te Deurne,
- Penning "Van Doornes Glorie" te Deurne,
- Staalplastiek "Nachtegaaltje ready for take off", Océ Venlo,
- Monument "50 jaar bevrijding", Bakel,
- Staalplastiek "Trajekt" ( rode spiraal ) Unidek, gemeente Gemert-Bakel,
- Staalplastiek  " Bucephalus " Heenvliet  gemeente Nissewaard.
- Wandobject " FOUNDERS " Bernhoven Uden

## Exposities o.a.
- 1994 – 1995 - 1998: "Bucephalus" Jumping Indoor Maastricht,
- 2001 en 2011: "Open Stal" Oldeberkoop,
- 2013: Beeldentuin "Ravesteyn" Heenvliet,
- 2014: “Beatrix In Beelden” De Havixhorst Meppel.